# Geranomyia conjurata
Geranomyia conjurata là một loài ruồi trong họ Limoniidae. Chúng phân bố ở miền Australasia.